# Gare de Zuera
La gare de Zuera est une gare desservant la ville de Zuera, située au point kilométrique 25,7 sur la ligne reliant Saragosse à Huesca, en Aragon. Elle est inaugurée en 1861, lorsque le tronçon Saragosse - Lérida de la ligne reliant Madrid à Barcelone est mis en service.